# ショーン・ウォルトマン
ショーン・ウォルトマン（Sean Michael Waltman、1972年7月13日 - ）は、アメリカ合衆国のプロレスラー。ミネソタ州ミネアポリス出身。
Xパック（X-Pac）、シックス（Syxx）、1-2-3キッド（The 1-2-3 Kid）、シックス・パック（Syxx Pac）などのリングネームで知られる。

## 来歴
ボリス・マレンコのマレンコ道場でトレーニングを受け、1990年にライトニング・キッド（The Lightning Kid）のリングネームでディーン・マレンコを相手にデビュー。インディー団体を転戦し、地元ミネソタのPWAではジェリー・リンと抗争した。1991年11月、ユニバーサル・プロレスリングに初来日。メキシコのルチャリブレを主体とした同団体の中で、場外の相手へトップロープ上からダイビング・ニールキックを放つなどの独自性の高いスタイルで話題を呼んだ。
1993年にWWFに入団、レイザー・ラモンから3カウントを奪って勝利したのを機に1-2-3キッドに改名。しかし当時の役割はジョバーであることがほとんどであった。
1996年にWCWに移籍。nWoに加入しリングネームをシックスに改める（シックスというリングネームはnWo6人目のメンバーであることに由来する説、前リングネームの1-2-3を足した、あるいは掛けた数に由来する説がある）。軽量級戦線で活動するが負傷で欠場し、エリック・ビショフに解雇されてしまう。

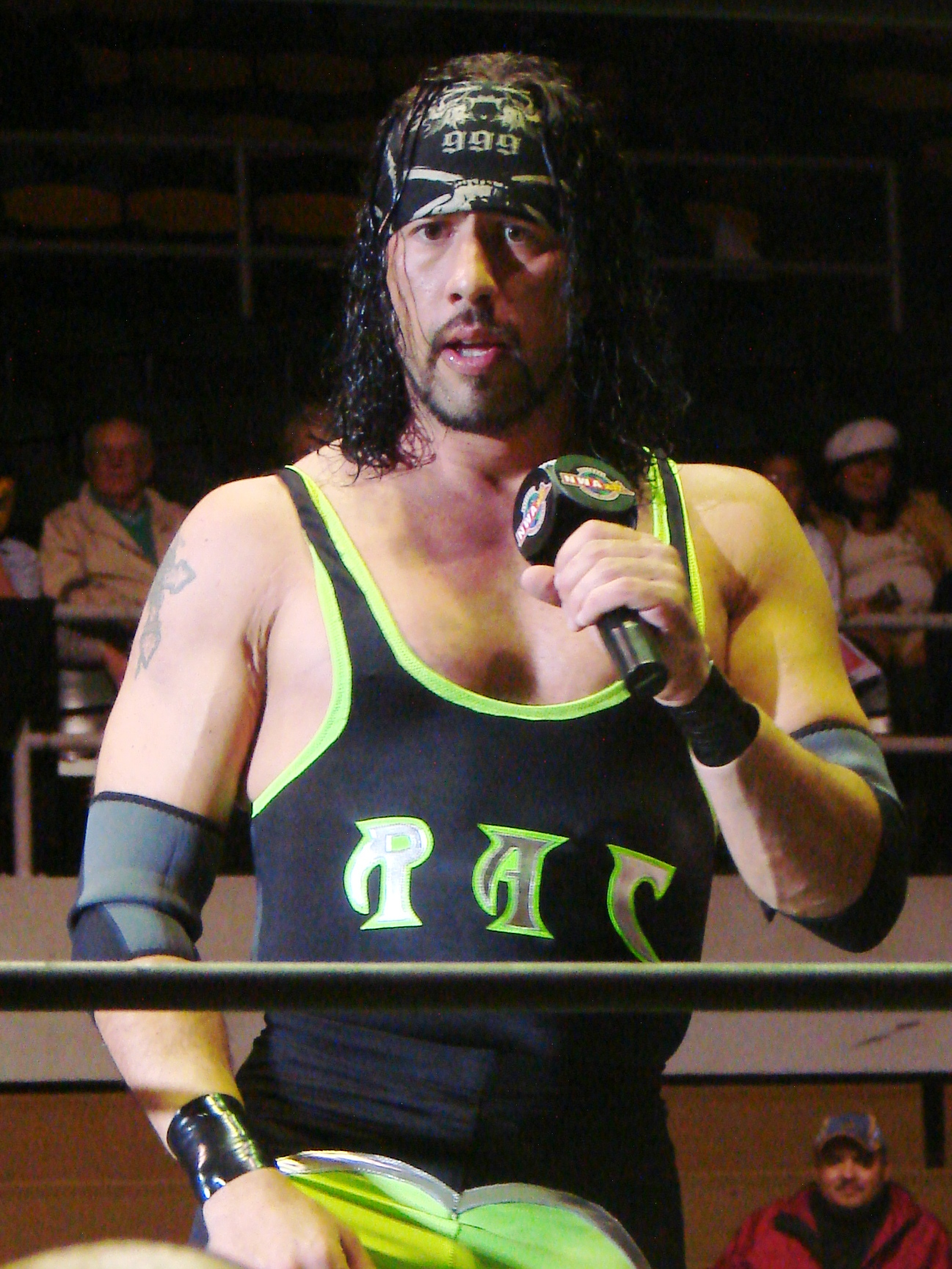
Xパック時代

1998年にWWFに復帰。リングネームをXパックとし、トリプルH率いる第2次DXに加入。1999年にトリプルHが脱退しビンス・マクマホン率いるコーポレート入りしたため、実質的にリーダーとなる。その後、ケインとタッグチームを結成し、それまで心を持たない破壊マシーンだったケインの人間性を取り戻させるという友情ストーリーが展開されたが、ケインの初恋相手トーリを略奪し裏切るという愛憎劇に発展した。2000年に負傷し長期欠場に入るが2001年に復帰しアルバート、ジャスティン・クレディブルと共にXファクターを結成。しかし再び負傷欠場に入りユニットは消滅。2002年にWWFで再結成されたnWoの新メンバーとして復帰。しかしブックを拒否したために同年に解雇される。ちなみに当時彼が所持していたWWFライトヘビー級王座はWCWの買収でWWF管理下になったWCWクルーザー級王座がWWEクルーザー級王座に改称されたことで消滅、最後のWWFライトヘビー級王座となった。
その後、権利の関係でリングネームをシックス・パックに改名しTNAと契約。しかしライターであるビンス・ルッソと対立し退団。以降はパック（Pac）やXのリングネームでインディー団体を転戦、この間プライベートで婚約していた元チャイナことジョーニー・ローラーに付き添い新日本プロレスに登場、蝶野正洋と抗争になるかと思われたがその後婚約を解消したため結局はお蔵入り。2004年にルッソがTNAを退団したため2005年にTNAに復帰。
現在はTNAを離れ、メキシコのAAAやNWA加盟団体、ChikaraやJCWといったアメリカのインディー団体に参戦している。
2012年7月23日、RAW1000回記念放送においてビリー・ガン&ロード・ドッグのニュー・エイジ・アウトローズと共に、1998年4月27日にWCWの会場を襲撃した戦闘用ジープに乗って登場した。最初に登場したDXメンバーのショーン・マイケルズやトリプルHとも久々に顔を合わせ、マイクパフォーマンスを行った。
2019年、D-ジェネレーションXとしてWWE殿堂に迎えられ、
翌2020年にはnWoとしてもWWE殿堂入りを果たした。

## その他
- クリックの一員であり、ショーン・マイケルズ、トリプルH、スコット・ホール、ケビン・ナッシュとは団体を離れた後も親友の間柄にある。そのため､WWEタレント開発部門の統括に就任したトリプルHの命を受けて、人材発掘のためのインディー団体周りも手がけている（週刊プロレス斎藤文彦のコラムより）
- マンデー・ナイト・ウォーズ時代のWCWとWWFを席巻した2大ヒールユニットnWoとDX双方に在籍した人物。マイケルズも双方に在籍経験があるがnWo在籍時はセコンド、マネージャーとしての参加で双方に現役レスラーとして在籍したのはウォルトマンのみである。2015年のレッスルマニア31におけるトリプルHvsスティング戦では、トリプルHの救援に旧DXのメンバー、スティングの救援に旧nWoのメンバーが登場したが、ウォルトマンはXパック名義でDXのメンバーとして参加した。

## 得意技
シックスファクター
WWF復帰後から現在に至るまで使われているフィニッシャー。前方から両手で相手の頭を掴み、自らはジャンプして開脚で着地、その流れで相手をマットに叩きつけるシットアウト・フェイスバスター。WWF時代はXファクターという技名だった。
シックスキック
WWF及びWCW時代のフィニッシャー。スーパーキック。WWF時代は1-2-3キックという技名だった。
バズ・キラー
WCW時代のフィニッシャー。クロスフェイス・チキンウィング
ブロンコバスター
コーナー下に寄りかかった相手に向かって助走をつけて走り出し、両足を前に放り投げるような形でジャンプして相手のいるコーナーのトップロープを両手で掴んで相手の頭を両足で挟み込んで相手の体の上に着地し、自分の腰を繰り返し上下させてからヒップドロップを仕掛ける。
スピニング・ヒールキック
蹴り足を捉えられた際、半捻りを加えて前方回転し、もう片方の足で胸板を蹴り飛ばして脱出する技。
トルネードDDT
ダイビング・レッグドロップ

## 獲得タイトル
WWF/WWE
- WCWクルーザー級王座 : 1回
- WWFヨーロピアン王座 : 2回
- WWFライトヘビー級王座 : 2回

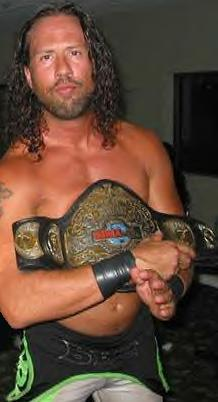
NWAヘリテイジ王者時代

- WWE世界タッグ王座 : 4回（w / マーティ・ジャネッティ、ハードコア・ホーリー、ケイン×2）
- WWE殿堂：2019年（D-ジェネレーションXとして）[2]、2020年（nWoとして）[3]

WCW
- WCWクルーザー級王座 : 1回

TNA
- TNA Xディヴィジョン王座 : 1回

NWA
- NWAヘリテイジ王座 : 1回

GWW
- GWFライトヘビー級王座 : 2回

BBWF
- BBWFカリビアン王座 : 1回

GLCW
- GLCWヘビー級王座 : 1回

JCW
- JCWタッグ王座 : 1回 (w / ジョーイ・ジャネラ)

LPW
- LPW殿堂

MEWF
- MEWFライトヘビー級王座 : 1回

PWA
- PWAアイアンホースTV王座 : 1回
- PWAライトヘビー級王座 : 2回
- PWAタッグ王座 : 1回 (w / ジェリー・リン)

SEWA
- SEWAライトヘビー級王座 : 1回

XPW
- XPW・TV王座 : 1回

## 入場曲
- Make Some Noise
- What'chu Lookin' At（Uncle Cracker）
- Break It Down